# I Stand Alone (Agnetha Fältskog)
I Stand Alone è il terzo album da solista della cantante svedese Agnetha Fältskog dopo lo scioglimento degli ABBA, il terzo inciso dall'artista in inglese, pubblicato nel novembre 1987. Fu prodotto da Peter Cetera, ex cantante e bassista della rock band statunitense Chicago. Questo è stato l'ultimo album inciso dalla Fältskog fino al 2004, anno in cui sarebbe uscito My Colouring Book.
L'album è stato registrato a Los Angeles, ed è stato co-prodotto con Bruce Gaitsch, che all'epoca era il compagno di Agnetha Fältskog.
Lo stile musicale è molto diverso dalle sonorità dei due precedenti album della cantante svedese, a causa delle influenze musicali della costa occidentale americana che i produttori ricevettero. L'album fu il più venduto LP in Svezia nel 1988, e rimase al primo posto in classifica per otto settimane. Raggiunse anche la Top 20 in Norvegia e in Belgio, e fu al 22º posto nei Paesi Bassi, neltre non ebbe la stessa fortuna in altri paesi, giungendo 47º in Germania Occidentale, 72° nel Regno Unito, 93° in Giappone e 96° in Australia.
Agnetha Fältskog realizzò molti video promozionali per lanciare i singoli estratti dall'album, tra i quali  The Last Time e Let It Shine.  Il terzo singolo fu I Wasn't the One (Who Said Goodbye), in cui la Agnetha duettò con Peter Cetera; il brano giunse alla 93-esima posizione nel Billboard Hot 100 e ottenne il 19º posto nell'Adult Contemporary negli Stati Uniti. Quando entrò nella Billboard Chart statunitense, nell'aprile 1988, la Warner Music fece realizzare subito alla cantante un altro video, dove però non compare Peter Cetera.
Il brano Love in a World Gone Mad è una cover di una canzone del gruppo pop britannico Bucks Fizz, tratto dall'album Writing on the Wall, del 1986.
Per la copertina dell'album (oltre che per le interviste per la promozione dell'album) Agnetha apparve con una nuova acconciatura. Al fine di registrare l'album a Los Angeles, la cantante fece un viaggio in aereo, cosa rara per lei, considerata la sua nota paura di volare; una volta completato l'album, non sarebbe più salita su un velivolo, anche se ammise che valse la pena di prendere quel volo.

## Tracce

### Lato A
1. The Last Time – 4:12 (Robin Randall, Judithe Randall, Jeff Law)
2. Little White Secrets – 4:04 (Ellen Schwartz, Roger Bruno, Susan Pomerantz)
3. I Wasn't the One (Who Said Goodbye) (feat. Peter Cetera) – 4:10 (Mark Mueller, Aaron Zigman)
4. Love in a World Gone Mad – 4:08 (Billy Livsey, Pete Sinfield)
5. Maybe It Was Magic – 4:07 (Peter Brown, Pat Hurley)

### Lato B
1. Let It Shine – 3:58 (Austin Roberts, Bill LaBounty, Beckie Foster)
2. We Got a Way – 3:50 (John Robinson, Franne Golde, Martin Walsh)
3. I Stand Alone – 4:48 (P. Cetera, Bruce Gaitsch)
4. Are You Gonna Throw It All Away – 4:52 (Diane Warren, Albert Hammond)
5. If You Need Somebody Tonight – 3:32 (D. Warren, A. Hammond)

## Classifiche
| Classifica (1987) | Posizione massima |
| ----------------- | ----------------- |
| Australia         | 96                |
| Germania          | 47                |
| Giappone          | 93                |
| Norvegia          | 16                |
| Paesi Bassi       | 19                |
| Regno Unito       | 72                |
| Svezia            | 1                 |

## Produzione
- Prodotto da Peter Cetera e Bruce Gaitsch
- Ingegneri: Britt Bacon, Rick Holbrook
- Missaggio: Rick Holbrook
- Assistente al missaggio: Karen Siegel
- Masterizzazione: Wally Traugott

## Staff
- John "J.R." Robinson - batteria
- Robbie Buchanan, Paulinho Da Costa - percussioni
- Neil Stubenhaus - basso
- Robbie Buchanan, Bruce Gaitsch, Randy Waldman - tastiere, sintetizzatori
- Bruce Gaitsch - synth programming
- Bruce Gaitsch - chitarre
- Dave Boruff - sassofono
- Tommy Morgan - armonica
- Kenny & Peter Cetera, Linda Harmon, Darlene Koldenhoven - cori